# Jack Metcalfe
John »Jack« Patrick Metcalfe, avstralski atlet, * 3. februar 1912, Bellingen, Novi Južni Wales, Avstralija, † 16. januar 1994, Tura Beach, Novi Južni Wales.
Metcalfe je nastopil na Poletnih olimpijskih igrah 1936 v Berlinu, kjer je osvojil bronasto medaljo v troskoku, v skoku v višino pa je zasedel dvanajsto mesto. Na igrah Britanskega imperija je leta 1934 zmagal v troskoku in osvojil bronasto medaljo v metu kopja, leta 1938 pa je ubranil zmago v troskoku in osvojil bronasto medaljo v skoku v daljino. 14. decembra 1935 je v Sydneyju postavil nov svetovni rekord v troskoku z dolžino 15,78 m. Veljal je do avgusta 1936, ko ga je izboljšal Naoto Tadžima.